# Butana

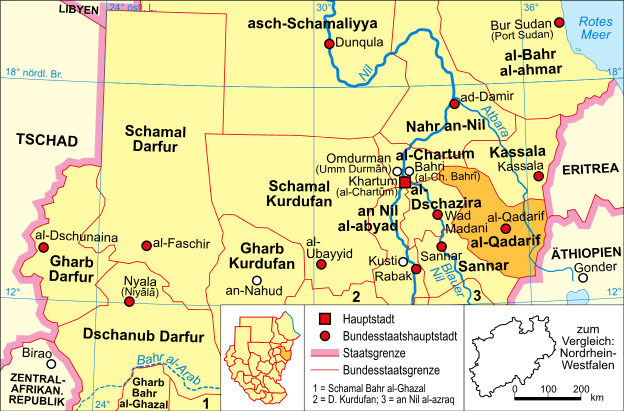
Der Bundesstaat al-Qadarif liegt zum größten Teil in der Region Butana

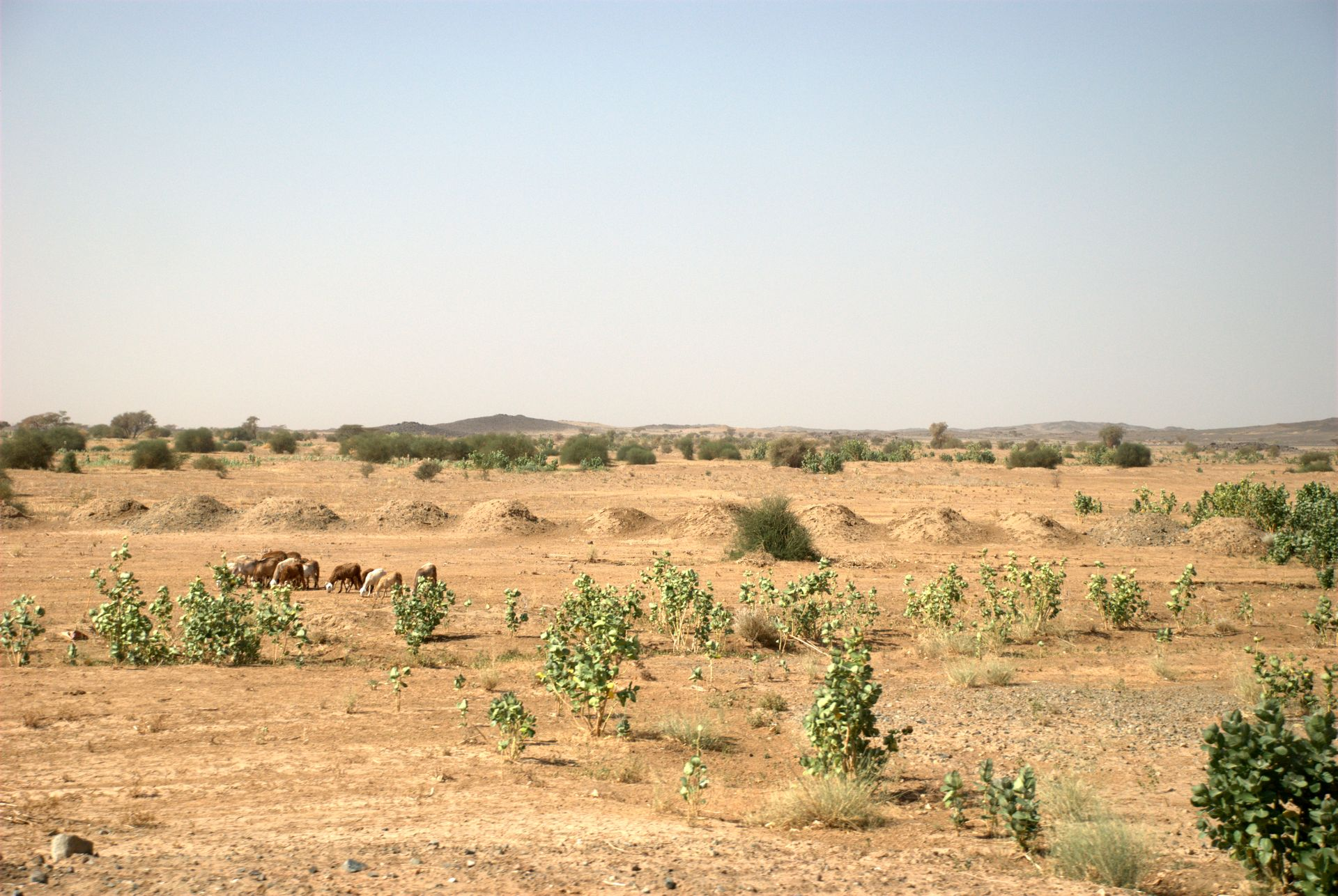
Der Norden der Butana ist ohne landwirtschaftliche Nutzung. Schafe und Kamele finden gelegentlich in Senken noch in der Trockenzeit Nahrung.

Butana (arabisch البطانة, DMG al-Buṭāna) ist eine Steppenregion östlich des Nil im Sudan.

## Geografie
Butana wird begrenzt durch den Hauptstrom des Nil im Norden und den beiden aus dem äthiopischen Hochland stammenden Zuflüssen Atbara im Osten und dem Blauen Nil im Westen. Die von den genannten Flüssen nahezu umschlossene Region wird auch „Insel von Meroe“ genannt.
Im Westteil wird die Gesteinsbasis von Sandsteinschichten und stellenweise von Gesteinsresten alter Flussablagerungen überdeckt. Weiter im Osten bildet ein an den Rändern zerlappter Sandsteinsockel Schichtstufen und Inselberge. Die in der Regenzeit kurzzeitig gefüllten Wadi-Läufe erreichen nirgends den Nil; zahlreiche Wasserstellen bleiben aber bis in die winterliche Trockenzeit erhalten und dienen als Viehtränken. Regenbewässerter Hirseanbau ist besonders im südlichen Bereich der Butana möglich. Dort grenzen große Anbauflächen im Westen an die Ebene von Gezira und im Osten an das ebenso fruchtbare Gebiet um Kassala.
In der Butana befinden sich die antiken Fundplätze Meroe, Wad ban Naqa, Naqa und Musawwarat es Sufra des Königreiches von Meroe. Bis um die Zeitenwende war die Butana eine teilweise bewaldete Savannenlandschaft, es gab Viehzucht und Bewässerungsfeldbau. Heute besteht das Gebiet aus Akazienbusch und teilweise Wüste. Es kann von Nomaden nur zur Regenzeit in den Sommermonaten als Weideland für Kamele, die als Fleischlieferanten dienen, genutzt werden. Als Milchvieh wird von zwei verschiedenen Nomadenvölkern das Butana-Rind, ein braunes Zeburind, gezüchtet. Der meiste Regen fällt in den Monaten Juli bis September. Die Jahresniederschläge betragen im Norden bei Atbara durchschnittlich 100 Millimeter, weiter südwärts steigen sie bis 400 Millimeter. Das Land liegt für die Bewässerung aus dem Nil zu hoch.

## Viehweidewirtschaft

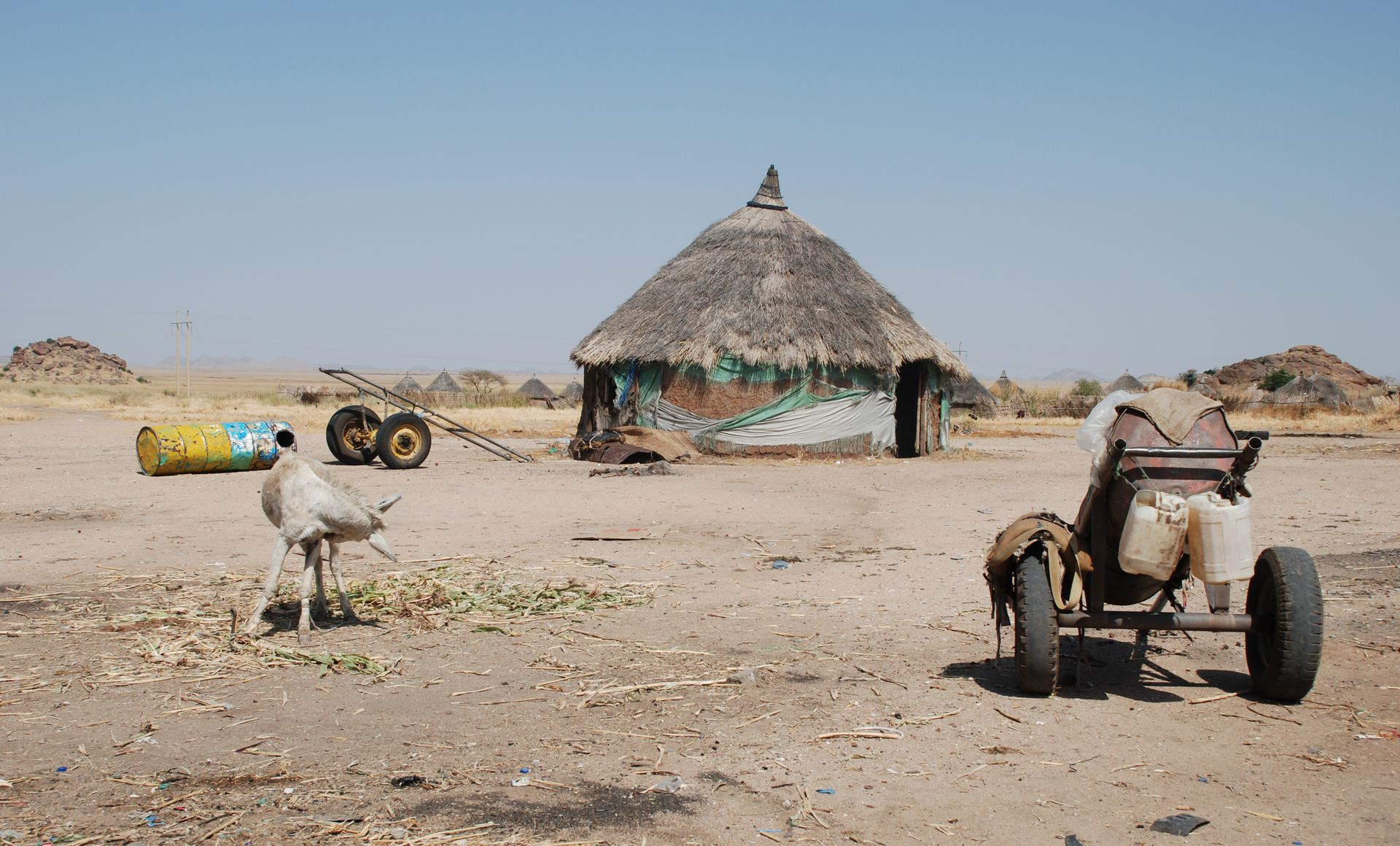
Trockener Bereich im ansonsten fruchtbaren Süden. Etwa 50 Kilometer westlich Gedaref. Wasser muss über längere Strecken herbeigeschafft werden. Die Rundhäuser (Tukul) liegen am nördlichen Randbereich des schwarzafrikanischen Siedlungsgebietes.

Für den größten Teil des Butana-Gebietes ist eine Kombination aus halbnomadischer Viehzucht und Ackerbau typisch. Zu den Juhayna-Nomaden zählen die einst in der Butana dominierenden Shukriya. Sie sind in ihrem Selbstverständnis weiterhin Nomaden, grenzen sich von Bauern und Landarbeitern ab, betreiben aber heute ebenso Ackerbau. Nach der winterlichen Trockenzeit sind üblicherweise im April nur noch begrenzt Weideflächen vorhanden, die Viehtränken an den traditionellen Wassersammelstellen (Hafir) sind erschöpft, zur gleichen Zeit ist aber die Ernte auf den bewässerten Feldern vorüber, sodass die Viehherden auf abgeernteten Baumwoll-, Erdnuss- und Hirsefeldern grasen können. 1968 wurde ein Projekt zur Ansiedlung von Shukriya im Gebiet Kashm el-Girba (zwischen Kassala und Gedaref) gestartet. Ein Anreiz zur Kultivierung von Erdnüssen war außerdem der nach 1970 gestiegene Marktpreis.
Die Eigentumsrechte am Weideland habe sich seit dem 19. Jahrhundert geändert. Die Shukriya besaßen innerhalb ihres Einflussgebiets (arabisch: dâr) die Rechte über Weiden, Wasservorräte und Ackerbau in den Wadis. Naturweiden waren Gemeinschaftseigentum, nur eine Elite der Shukriya-Familien besaß auch Privateigentum. Das Prinzip des Gemeindeeigentums wurde durch ein Autoritätssystem gesichert, die Anpassung der Flächen an die Umweltbedingungen und Konfliktschlichtungen erfolgte durch einen Ältesten (Sheikh). Die britische Kolonialmacht erkannte in dem 1925 erlassenen Native Administration Act dieses System grundsätzlich an. Ein Land Settlement and Registration Act im folgenden Jahr erklärte dagegen einen Eigentumsvorbehalt des Kolonialstaates am Gemeindeland.
Erst 1971 erlassene Gesetzesänderungen (Open Acess System) unter der anfangs sozialistischen Regierung von Numairi ermöglichten auch anderen Volksgruppen freien Zugriff auf die Weideressourcen. Die Landverteilung zu regeln wäre nun Aufgabe des Staates gewesen, der sich aber nicht darum kümmerte. Um den Erhalt des eigenen, aufgrund allgemeiner Forderung inzwischen privatisierten Viehbestandes zu sichern, wurde das freie Weideland zum individuellen Nutzen abgeweidet, was die Zerstörung der Weideflächen (Degradation) beschleunigte. Die traditionellen Autoritäten hatten bei der Frage der Landverteilung keinen Einfluss mehr. Zugleich wurde durch die Einführung der mechanisierten Landwirtschaft nach dem Zweiten Weltkrieg im Süden der Butana um Gedaref der Hirseanbau ausgeweitet und der Aktionsraum der Nomaden eingeschränkt. Der für Viehweide geeignete Landstreifen grenzt nördlich an die Regenfeldbaugebiete und ist in trockenen Jahren maximal 70 Kilometer breit. Allgemein wird in der Butana ein Rückgang perennierender Arten festgestellt, die in regenreichen Jahren auch weiter nördlich wachsenden anuellen Gräser verlieren durch Austrocknung schnell ihren Nährwert.
Die Neuansiedlung der von Wadi Halfa umgesiedelten Bewohner nach New Halfa inmitten der Butana, wo ab 1960 auf bewässertem Land mit dem Anbau von Erdnüssen, Baumwolle und Weizen begonnen wurde, nahm den Nomaden weiteres Weideland. In New Halfa wurden ab 1964 etwa 7000 Familien, die dem steigenden Nubia-See weichen mussten, zusammen mit 20.000 Familien aus der Umgebung angesiedelt und mit Land versorgt, das über Kanäle mit Wasser des durch den Khashm el-Girba-Damm aufgestauten Atbara versorgt wurde.
Der Rahad fließt unterhalb von Wad Madani in den Blauen Nil. Am Rahad-Projekt zur Feldbewässerung wurde seit etwa 1960 bis 1983 gebaut. Es erlaubt erstmals eine planvolle Verbindung von Ackerbau und Viehzucht. Die Zerstörung des bewährten Gemeinschaftseigentumprinzips wurde als Nachteil erkannt und stellenweise versuchte man, dieses durch andere dezentrale Verwaltungsstrukturen zu ersetzen. Die fortschreitende Bodenverarmung ist damit nicht gestoppt.